# Lymeon orbus
Lymeon orbus là một loài tò vò trong họ Ichneumonidae.